# Calle Bergen (línea Eastern Parkway)
Calle Bergen es una estación en la línea Eastern Parkway del Metro de Nueva York de la división A del Interborough Rapid Transit Company (IRT). La estación se encuentra localizada en Park Slope, Brooklyn entre la Calle Bergen y la Avenida Flushing. La estación es servida por los trenes del servicio ,  y .